# Šahovska olimpijada 1980.
24. Šahovska olimpijada održana je 1980. na Malti. Grad domaćin bila je Valletta.

## Poredak osvajača odličja
| Mj. | Država   | Bodova | Igrači |
| --- | -------- | ------ | ------ |
| 1.  | SSSR     | 39,0   |        |
| 2.  | Mađarska | 39,0   |        |
| 3.  | SAD      | 35,0   |        |

| Pobjednici            |
| --------------------- |
| SSSR Trinaesti naslov |